# كأس هونغ كونغ 2005–06
كأس هونغ كونغ 2005–06 هو موسم من كأس هونغ كونغ. فاز فيه نادي سون هي.